# Archives fédérales suisses
Pour les articles homonymes, voir Archives fédérales, AFS et BAR.
Les Archives fédérales suisses ou AFS (Bundesarchiv ou BAR) sont les archives nationales de la Confédération suisse. Elles relèvent du Département fédéral de l'intérieur. Leur siège est à Berne, dans un bâtiment construit de 1897 à 1899 sur les plans de l'architecte fédéral Theodor Gohl.

## Mission et activités
Les Archives fédérales suisses ont pour mission de rassembler et de conserver tous les documents retraçant la création puis l’évolution de l’État de droit, et témoignant des activités de l’administration fédérale. Elles permettent aussi l'accès à ces derniers. Elles contribuent ainsi largement à assurer la primauté de l’État de droit (good governance, ou bonne gouvernance). La conservation des documents en lien avec les activités de l’État permet en partie d’assurer la traçabilité ainsi que d’améliorer le travail de l’État pour qu’il soit plus efficace. Les chercheurs ont aussi accès aux archives fédérales soit en ligne ou sur place. L’accès aux chercheurs leur permet de faire leur propre opinion et d’avoir un esprit critique dans un État de droit démocratique.
La mission des Archives fédérales suisses est de garantir l’accessibilité et la pérennité des informations importantes de la Confédération. Leurs activités sont déployées dans cinq domaines :
1. La gestion de l’information : Les Archives fédérales assistent et conseillent les services fédéraux au niveau de la création, de l’organisation et de la gestion de leurs données et de leurs documents[2].
2. La détermination de la valeur archivistique : Les Archives fédérales décident, d’un commun accord avec les unités administratives, quels documents et quelles données elles archiveront pour une durée indéterminée.
3. La prise en charge et le traitement : Les Archives fédérales veillent à ce que les documents soient archivés dans des conditions appropriées et à ce que les données numériques soient toujours dans un format lisible[2].
4. L’accès : Les Archives fédérales mettent à la disposition du public un inventaire des fonds d’archives et des données de la Confédération. Les usagers peuvent soit consulter les documents analogiques sur place, soit en commander une copie numérisée en ligne. Dans ce dernier cas, leur commande leur est livrée par voie électronique[2].
5. La mise en valeur : Les Archives fédérales participent aux recherches historiques dans certains domaines et en présentent les résultats à un large public[2].

## Bases juridiques
- Loi fédérale sur l'archivage (LAr) de 1998

## Historique
Des archives centrales suisses ont été constituées vers 1800 en relation avec la création de la République helvétique (1798-1803).
Après la naissance de l'État fédéral en 1848, les « archives d'État » sont logées dans des maisons de la vieille ville de Berne (Gerechtigkeitstrasse 102 jusqu'en 1855, puis Gerechtigkeitstrasse 103 et Maison Fellenberg à la Junkerngasse 47), avant de disposer de leurs propres locaux en été 1857 dans une aile du Palais fédéral qui venait d'être achevée.
Le déménagement des archives s'impose dès les années 1880 en raison de problèmes de place et d'humidité. La décision de construire un nouveau bâtiment sur un terrain plus sec au Kirchenfeld est acceptée en 1892 : les projets de 1893-1894 comprennent la construction d'un bâtiment à la fois pour les Archives fédérales et pour la Bibliothèque nationale suisse (BN) qui vient d'être créée. Les AFS et la BN prennent possession de leurs nouveaux locaux en octobre 1899.
Le corps central du bâtiment est réservé à l'administration, l'aile sud (côté Kirchenfeldstrasse) aux Archives fédérales et l'aile nord (côté ville) à la Bibliothèque nationale.
Les supports d'archives sont intégrées à la structure portante du bâtiment pour permettre la réalisation de sols en plaques de verre qui laissent passer la lumière du jour dans les rayonnages (et ainsi éviter l'apport de lumière artificielle comme risque d'incendie).
La Bibliothèque nationale déménage en 1931 dans ses locaux actuels, Halwylstrasse 15.
En 1981-1985, le bâtiment des Archives fédérales est restauré et étendu avec la construction de quatre niveaux en sous-sol pour les dépôts entièrement climatisés.
De 2001 à 2009, les Archives entreprennent un grand projet, ARELDA (Archivierung elektronischer Daten und Akten, en français : Archivage de données et documents numériques), qui coûtera finalement 8,5 millions de francs suisses, pour la pérennisation de ses archives numériques, dont les premières remontent à 1982. L'approche retenue pour la migration est la plus grande indépendance possible; les fichiers sont convertis dans des standards ouverts : données textuelles en ASCII pur et les images en TIFF.

### Direction
| 1799      | Philipp Christoph Reibelt        |
| 1799      | Josef Mariä Businger (1764-1836) |
| 1799-1803 | Marc Louis Vinet (1770-1828)     |
| 1803-1848 | Karl Samuel Wild (1765-1848)     |
| 1849-1861 | Johann Jakob Meyer (1798-1869)   |
| 1856-1867 | Karl Joseph Krütli (1815-1867)   |
| 1868-1913 | Jakob Kaiser (1833-1918)         |
| 1914-1932 | Heinrich Türler (1861-1933)      |
| 1933-1954 | Léon Kern (1897-1971)            |
| 1954-1973 | Leonhard Haas (de) (1908-2000)   |
| 1974-1990 | Oscar Gauye (1928-1990)          |
| 1990-2004 | Christoph Graf (*1944)           |
| 2004-2017 | Andreas Kellerhals (*1954)       |
| 2018-     | Philippe Künzler                 |

Source : DHS.

## Organisation
Début 2014, les Archives fédérales suisses (AFS) emploient 76 collaborateurs et 3 apprentis.
La grande majorité des collaborateurs (environ 80 %) sont germanophones, 11 % sont francophones et 8 % italophones.